# Deparia erecta
Deparia erecta är en majbräkenväxtart som först beskrevs av Z.R.Wang, och fick sitt nu gällande namn av Masahiro Kato. Deparia erecta ingår i släktet Deparia och familjen Athyriaceae. Inga underarter finns listade.